# Gentiana sino-ornata
Gentiana sino-ornata Balf.f. è una pianta della famiglia delle Genzianacee.

## Descrizione
I rami sono striscianti e a contatto con il suolo radicano facilmente, così da formare densi cuscini blu.
Le foglie sono piccole, lanceolate, di colore verde chiaro.
Fiorisce da luglio ai primi freddi.

## Distribuzione e habitat
La specie è presente in Tibet, Myanmar e Cina (Sichuan  e Yunnan).

## Coltivazione
Questa essenza sopporta il freddo e può sopravvivere anche a −15 °C. Va esposta in pieno sole o a mezz'ombra.
Va annaffiata con regolarità, ogni due o tre giorni, bagnando il terreno a fondo, ma attendendo che si asciughi completamente tra un'annaffiatura e l'altra evitando pericolosi ristagni che potrebbero causare marciume radicale. Nel periodo vegetativo viene concimata con concime per piante verdi a lenta cessione, sostituito poi da luglio con un concime per piante fiorite miscelato all'acqua delle innaffiature ogni 7-10 giorni.
Nel periodo estivo è soggetta all'infestazione da parte di acari e della ruggine, il cui sviluppo è favorito nei climi caldi secchi.